# Asano Nagamasa
En aquest nom japonès, el cognom és Asano.
Asano Nagamasa (浅野长政, 1546-1611) va ser un samurai del període Sengoku de la història del Japó.
Nagamasa va ser cunyat de Toyotomi Hideyoshi i un dels seus principals consellers. Va participar durant la campanya de Hideyoshi en contra dels mori així com en la campanya contra els Hōjō, on va capturar els castells Edo i Iwatsuki. Va tenir un paper important en les invasions japoneses a Corea.